# Felizzano
Felizzano (Flissan trong tiếng Piemonte) là một đô thị ở tỉnh Alessandria trong vùng Piedmont của Italia, có vị trí cách khoảng 60 km về phía đông nam của Torino và khoảng 15 km về phía tây của Alessandria. Tại thời điểm ngày 31 tháng 12 năm 2004, đô thị này có dân số 2.405 người và diện tích là 25,2 km².
Felizzano giáp các đô thị: Altavilla Monferrato, Fubine, Masio, Oviglio, Quargnento, Quattordio, Solero, và Viarigi.